# EasyChair
EasyChair — це безкоштовна вебсистема програмного забезпечення для управління науковими конференціями, яка використовується, серед інших завдань, для організації подання та огляду паперу.
EasyChair широко використовується з 2002 року в науковому співтоваристві, у 2019 році мав понад 2,5 млн користувачів. 
Вебсайт EasyChair також надає у відкритий доступ послугу онлайн-публікацій для продовження конференції.
При запуску в 2012 році послуга була лише для інформатики, але в 2016 році вона була розширена на всі науки.
Програмне забезпечення EasyChair постійно розвивається з 2002 року. База складається з майже 300 000 рядків коду, і ним було використано більше 41 000 конференцій.

## Інтернет-ресурси
- Homepage [Архівовано 25 квітня 2020 у Wayback Machine.]